# Институт за гората
Институтът за гората е научен институт на Българската академия на науките.
Основната дейност на института включва провеждане на фундаментални и научни изследвания на горските екосистеми, играещи ключова роля в околната среда, както в нейната цялост, така и в условията на антропогенни въздействия. Създава се теоретичната и научна основа за практически решения във връзка с лесовъдските системи за стопанисване, горските генетични ресурси, опазването на горите, защитата от ерозия и наводнения и др. Провежда се обучение на докторанти по 10 специалности. Институтът издава две научни списания: „Наука за гората“ и „Silva balcanica“ (((en))).

## История
Институтът е основан през 1928 г. като специализирана „Служба за горско опитно дело“. Целта ѝ е да изучава стопанисването и използването на българските гори. Започват да се водят фенологични наблюдения върху растежа на местни и чужди дървесни видове. Създават се стационарни опитни площи и метеорологични пунктове в горски екосистеми.
През 1940 г. службата е превърната в Институт за горски изследвания и опити. След края на Втората световна война започват да се провеждат научни проучвания, свързани със създаването на горски култури, отглеждането, използването, таксирането и охраната на горите, борбата с ерозията. През 1954 г. институтът се обособява като самостоятелно звено при БАН.

## Структура
Институтът е съставен от 4 научни секции:
- Горска екология;
- Горска генетика, физиология и култури;
- Горска ентомология, фитопатология и ловна фауна;
- Лесовъдство и управление на горските ресурси.

Изследователската дейност на Института за гората е насочена в следните основни направления:
- Биологично разнообразие в горската флора и фауна, генетични ресурси – особености, разпространение и възможности за опазване и използване;
- Структура, функциониране и адаптация на горските екосистеми към климатични промени;
- Мониторинг, опазване и възстановяване на горите;
- Лесовъдски и социално-икономически основи за устойчиво и многофункционално управление и ползване на горските ресурси.

Специфичните научни дейности на института включват:
- проучване на структурата, функционирането и адаптирането на горските екосистеми към климатичните промени и други естествени и антропогенни въздействия;
- разработване на програми за екологично стопанисване и ползване на горите и продуктите от тях;
- изучаване на биологичните ресурси и опазването на горската флора и фауна.